# Chiribi, Kudligi
Chiribi là một làng thuộc tehsil Kudligi, huyện Bellary, bang Karnataka, Ấn Độ.